# Vila doktora Dvořáka
Vila doktora Dvořáka  a Zuzky Zgurišky pochází z roku 1934 a jejím autorem je Jindřich Merganc (7. července 1889 – 28. února 1974). 
Mezi domy, které si postavili noví čeští úředníci nad Bratislavou v době první ČSR, zajímala význačné místo vila, kterou Merganc navrhl pro právníka Jaroslava Dvořáka a jeho manželku, známou slovenskou meziválečnou spisovatelku Zuzku Zguriška. Oba manželé byli společensky založení, měli množství kontaktů mezi bratislavskou i pražskou uměleckou inteligencí. Navštěvoval je Jaroslav Seifert, Vladislav Vančura, Vladimír Clementis, Jozef Chrobák, Laco Novomeský a další. 

## Moderní vila
Moderně orientovaní manželé chtěli od architekta i moderní vilu. Merganc s Klimešem jim po diskusích navrhli elegantní hranolovou stavbu, uvnitř které jsou tři pilíře, nesoucí podlaží a umožňující uvolnění půdorysu tak, jak to vytyčil Le Corbusier ve svých zásadách moderní architektury. Nejpůsobivější na vile je vstupní hala převýšená přes dvě podlaží s pásovým oknem na hlavním průčelí. 
Dům na hraně vrchu nad Bratislavským hradem a výhledem do dáli sloužil manželem k plné spokojenosti. Za své sídlo jej zvolil i admirál ruské dunajské flotily Cholosťakov během krátkého pobytu v osvobozené Bratislavě.

## Období vzniku
Vila byla postavena v nové čtvrti na adrese Mudroňova 26 nad Bratislavským hradem v roce 1933. Intelektuálně-bohémská rodina měla sklony bourat tradice. Zachované výkresy nesou stopy po zásazích do koncepce, u nichž se od architekta žádalo odvážnější řešení – tak se zrodil volný prostor přecházející přes dvě úrovně. O tom, že architekt naplnil jejich představy a že jim prostorová koncepce vily opravdu vyhovovala, svědčí i literární vzpomínky majitelky. 

## Konstrukční řešení
Velkorysé prostorové řešení umožnila kombinace železobetonového skeletu s tradiční zděnou konstrukcí, čtyři pilíře, čtvercově rozmístěné uvnitř půdorysu, dovolují vytvářet na jednotlivých patrech několik dispoziční variace. 

## Architektonické a dispoziční řešení
První patro se uvolnilo pro členitou halu, která zabírá většinu půdorysu. Hlavním prostorem je přední hala přes dvě patra. Okno, které ji na prvním patře osvětluje, vytváří na hlavní fasádě vily charakteristický horizontální pás. I další okna jsou na průčelích umisťovány podle požadavků jednotlivých vnitřních prostor a dávají vzhledu vily funkcionalistický ráz. Z přízemí, kde je garáž a byt domovníka, vede nahoru jednoramenné schodiště. Na patře je kromě velké haly (která slouží jako hlavní obytný prostor a jídelna) pracovna a zimní zahrada vysunutá z hlavní hmoty domu. Uvnitř dispozice je kruhové schodiště, které spojuje obslužné prostory s vyšším patrem. Přední jednoramenné schodiště však pokračuje a vychází na galerii s krbem a stěnami určenými pro vystavení sbírky obrazů. V zadní části dispozice jsou tři ložnice s terasami.

## Galerie

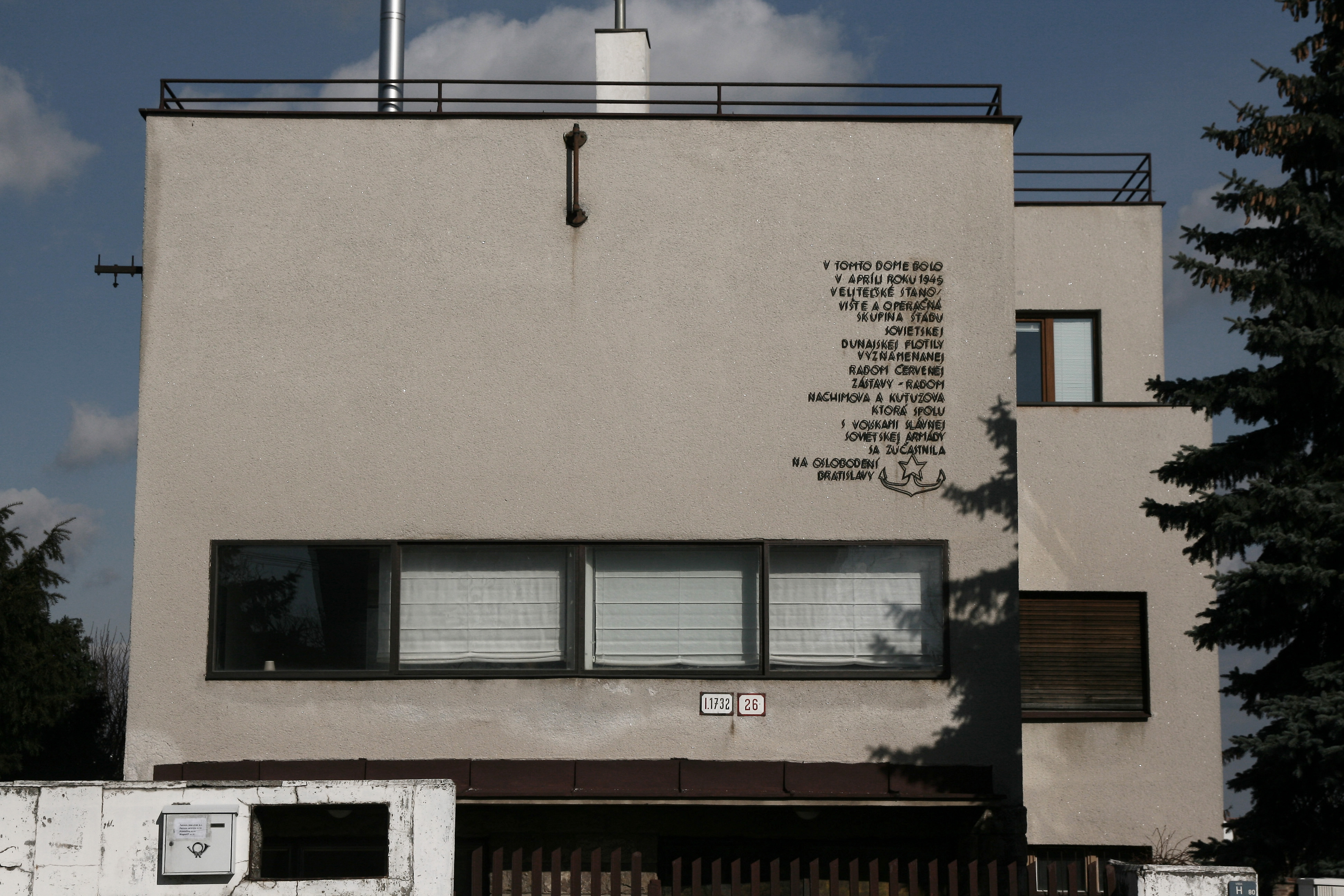
Detail vily
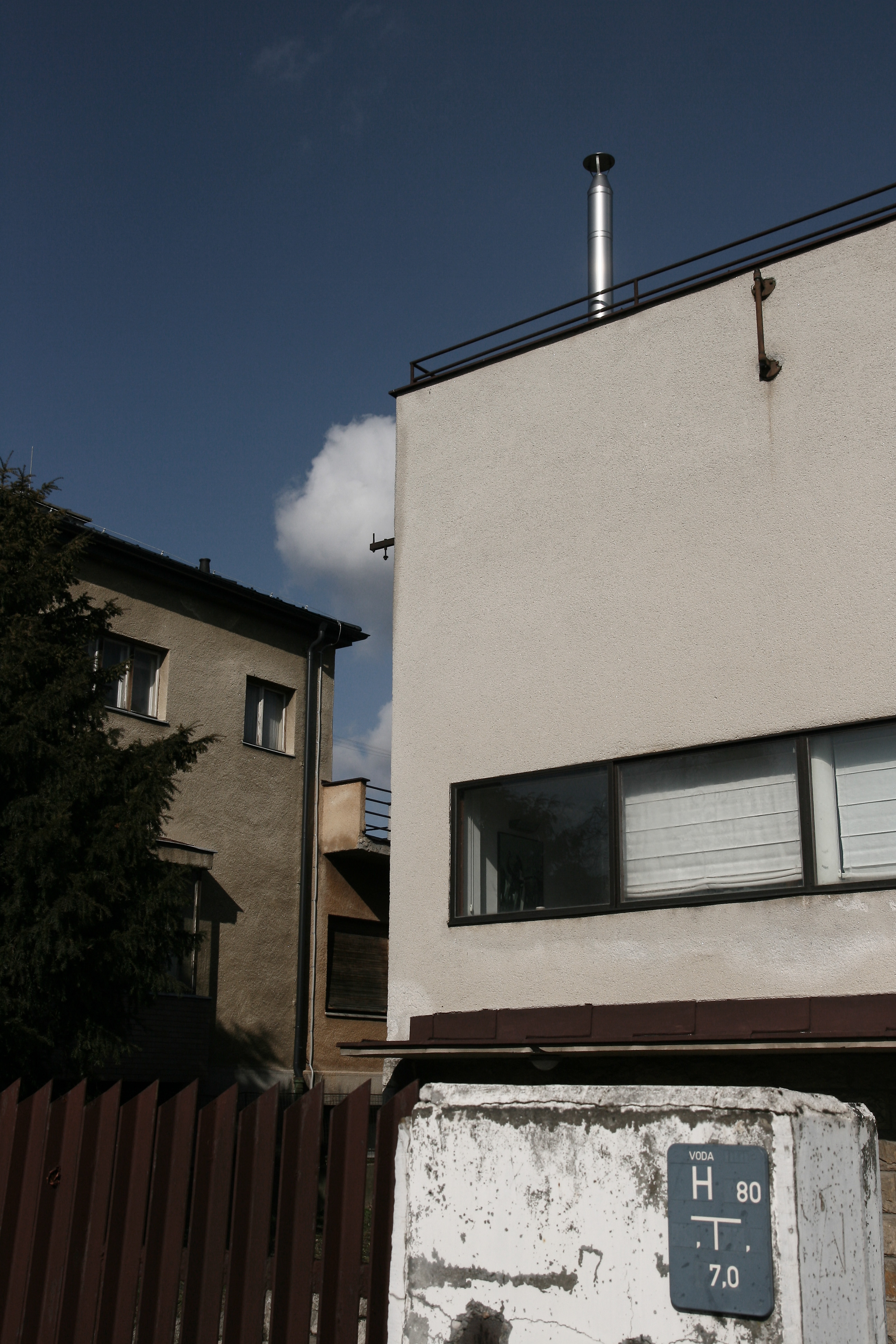
Detail vily
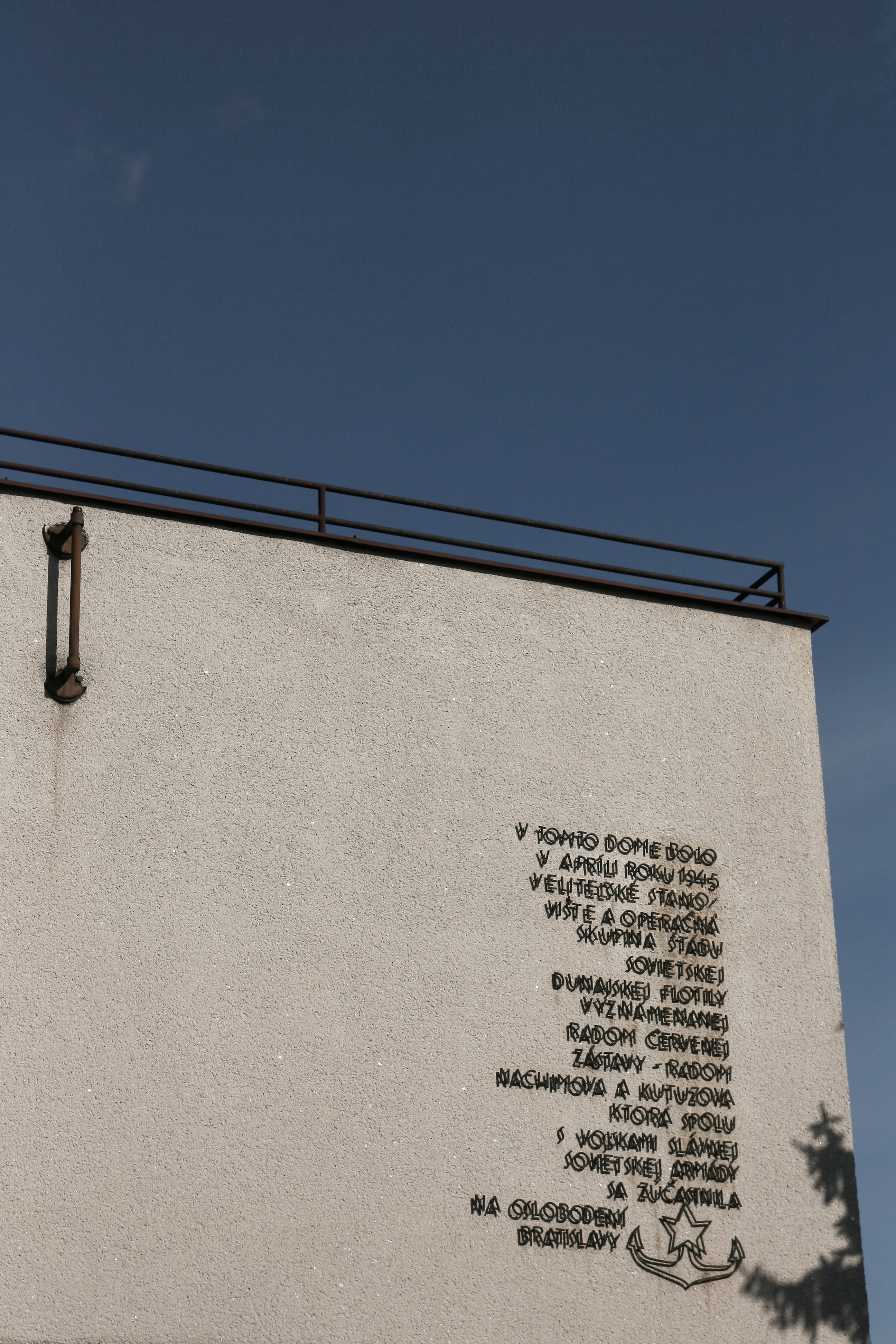
Detail nápisu, N. G. Cholosťakov